# Ka'abija-Tabaš-Chadžadžra
Ka'abija-Tabaš-Chadžadžra (hebrejsky כַּעְבִּיָּה-טַבָּשׁ-חַגָ'גְ'רָה nebo כעביה-טבאש-חג'אג'רה, arabsky كعبية طبش الحجاجرة, v oficiálním přepisu do angličtiny Ka'abiyye-Tabbash-Hajajre) je arabská místní rada (malé město) v Izraeli, v Severním distriktu.

## Geografie
Leží v nadmořské výšce 165 metrů na pahorcích při vodním toku Nachal Cipori, v Dolní Galileji. Ka'abija-Tabaš-Chadžadžra se nachází cca 15 kilometrů jihovýchodně od Haifského zálivu, cca 85 kilometrů severoseverovýchodně od centra Tel Avivu a cca 20 kilometrů jihovýchodně od centra Haify.
Ka'abija-Tabaš-Chadžadžra je situována v hustě osídleném pásu, přičemž osídlení v tomto regionu je etnicky smíšené. Vlastní Ka'abija-Tabaš-Chadžadžra je osídlena izraelskými Araby. Arabská jsou i další sídla na východní (aglomerace Nazaretu) a na severní straně (město Šfar'am). Na západě začíná pobřežní pás s demografickou převahou židů, na jihu Jizre'elské údolí, rovněž převážně židovské. Město je na dopravní síť napojeno pomocí lokální silnice 7626, která ústí do dálnice číslo 77 ve směru Nazaret-Tiberias.

## Dějiny
Ka'abija-Tabaš-Chadžadžra vznikla až roku 1995 sloučením tří původně samostatných malých osad Ka'abija, Tabaš a Chadžadžra osídlených arabsky mluvícími Beduíny. Tato obec vznikla až ve 20. století. V roce 1937 získal zdejší pozemky Židovský národní fond. V té době probíhalo židovské osidlování v regionu nynějšího města Jokne'am a polokočovní arabští Beduíni, kteří na tamní půdě dosud pobývali, se museli vystěhovat. Židovský národní fond proto po ně musel hledat náhradní plochy. Nejprve jim byly nabídnuty pozemky v regionu Ramat Menaše nedaleko masivu Karmel, ale Beduíni se nakonec usadili zde, na planině poblíž již existujícího arabského města Šfar'am. Beduíni tu pak vytvořili živelně rostlé osady, které byly teprve mnohem později oficiálně uznány vládou státu Izrael. Obec tvoří tři samostatná sídla vzdálená ale od sebe jen několik set metrů, pojmenovaná podle jednotlivých kmenů, které je obývají. V obci funguje devět mateřských škol a dvě základní školy. Budova střední školy byla dle stavu k roku 2009 ve výstavbě.
Největší z částí obce je Ka'abija. Ta byla vládou uznána roku 1970. V roce 1979 pak byl vládou za oficiální vesnici uznán i nedaleký Tabaš nazývaný též Chilf-Tabaš (podle místního kmene al-Chilf. Roku 1982 byl Tabaš připojen k vesnici Ka'abija. Mezitím roku 1970 byla za samostatnou vesnici uznána i Chadžadžra. Ta byla k aglomeraci Ka'abija-Tabaš připojena roku 1995, čímž vznikla obec v nynějším rozsahu. Tato obec získala roku 1996 status místní rady (malého města).

## Demografie
Ka'abija-Tabaš-Chadžadžra je etnicky zcela arabské město. Podle údajů z roku 2005 tvořili arabsky mluvící muslimové 100 % obyvatelstva. Jde o menší sídlo městského typu, třebaže stavebně a urbanisticky jde spíše o vesnické sídlo. Všechny tři původně samostatné obce si uchovávají vlastní urbanistickou strukturu, třebaže jsou odděleny jen několik set metrů širokými pásy nezastavěného území. K 31. prosinci 2014 zde žilo 4844 lidí. Během roku 2014 populace stoupla o 1,7 %.
| Rok            | 1961 | 1983  | 1995  | 2001  | 2003  | 2004  | 2005  | 2006  | 2007  | 2008  | 2009  | 2010  | 2011  | 2012  | 2013  | 2014  |
| -------------- | ---- | ----- | ----- | ----- | ----- | ----- | ----- | ----- | ----- | ----- | ----- | ----- | ----- | ----- | ----- | ----- |
| Počet obyvatel | 902  | 1 476 | 1 770 | 3 440 | 3 662 | 3 863 | 3 933 | 4 064 | 4 174 | 4 370 | 4 367 | 4 473 | 4 578 | 4 661 | 4 762 | 4 844 |